# Kompienga (Burkina Faso)
Pour les articles homonymes, voir Kompienga.
Cet article concerne le village chef-lieu. Pour le département et la commune rurale, voir Kompienga.
Pour la province, voir Kompienga (province).
Kompienga est un village du département et la commune rurale de Kompienga, situé dans la province de la Kompienga et la région de l'Est au Burkina Faso.

## Géographie

### Situation et environnement
Localisé en bordure de la rivière de la Kompienga – qui lui donne son nom – sur sa rive gauche, et au sud-est du lac-réservoir de la Kompienga formé par le barrage construit sur la rivière du Koulpélogo, le village est limitrophe de celui homonyme (mais plus petit) de Kompienga sur l'autre rive de la rivière dans le département et la commune de Pama.
Ces deux villages de Kompienga et leur barrage sont situés à environ 115 km au Sud de Fada N’Gourma, le chef-lieu de la région.

### Démographie
- En 2006, le village comptait 8 844 habitants recensés[1].

## Économie
L'économie de la ville est en partie basée sur l'activité du barrage de Kompienga construit de 1985 à 1989 et alimentant la centrale hydroélectrique (de 50 GW) exploitée par la Société nationale d'électricité du Burkina Faso (SONABEL).

## Transports
Le village est traversé par la route nationale 19 qui mène à la frontière togolaise (à 8 km linéaire au Sud, mais 20 km par la route qui mène à la ville togolaise de Dapaong). Enfin, Kompienga est également situé à 15 km à l'Ouest de Nadiagou et de la route nationale 18.

## Santé et éducation
Kompienga accueille un centre de santé et de promotion sociale (CSPS).